# 資本論のブルース
『資本論のブルース』（しほんろん-）は、1970年（昭和45年）にリリースされた日本の歌手・大城晋のシングルである。1990年代になって、特殊漫画家の根本敬らの「幻の名盤解放同盟」が発掘したことで知られる。

## 概要
1970年に、RCAレコード（現BMG JAPAN）から発売された。作詞作曲は、新谷のり子の前年の大ヒット曲『フランシーヌの場合』の作者・郷伍郎であったが、本シングルはヒットには恵まれなかった。
1990年代初頭に、「すべての音源は平等にターンテーブル上で再生される権利を持つ」をモットーに活動を開始した「幻の名盤解放同盟」に発掘され、音源がCD化された。1993年（平成5年）4月25日に発売された、コンピレーション・アルバム『幻の名盤解放歌集 BMGビクター編』に筆頭で収録され、2005年（平成17年）2月18日発売の『幻の名盤解放箱』では、海道はじめ / スナッキー・ガールズ（吉沢京子・小山ルミ・羽太幸得子）の『スナッキーで踊ろう』（日本コロムビア、1968年）等と並ぶ14枚にチョイスされている。
現在では、上記CDも廃盤となり、2007年（平成19年）6月15日にリリースされた『幻の名盤解放歌集「王道」もうがまんできない』に収録されている。

## 収録曲

### Side A
- 資本論のブルース（作詞・作曲郷伍郎）

### Side B
- どぶねずみのチュウ（作詞・作曲郷伍郎、編曲池田孝）